# Candidiopotamon okinawense
Candidiopotamon okinawense е вид десетоног ракообразен организъм от семейство Potamidae. Видът не е застрашен от изчезване.

## Разпространение
Разпространен е в Япония (Рюкю).

## Описание
Популацията на вида е стабилна.